# Flügelgambit
Ein Flügelgambit ist eine Gambit-Eröffnung im Schachspiel, in der ein Spieler einen Bauern auf den Feldern b4 (für Weiß) oder b5 (für Schwarz) opfert, um dadurch eine anderweitige Kompensation zu erlangen. Ziel des Flügelgambits ist, einen gegnerischen Bauern oder Läufer, der auf c5 respektive c4 positioniert ist, von seiner Kontrolle über das Zentrumsfeld d4 respektive d5 abzulenken.
Die bedeutendsten Flügelgambits für Weiß sind das Sizilianische Flügelgambit oder seine verzögerte Variante, das Portsmouth-Gambit, das Französische Flügelgambit und das Evans-Gambit. Für Schwarz ist das Wolga-Gambit und das Blumenfeld-Gambit ein Flügelgambit.